# 阿尔弗雷德·鲁比克斯
阿尔弗雷德·彼得罗维奇·鲁比克斯（俄语：Альфред Петрович Рубикс；1935年9月24日—）是苏联党和国家领导人，他是一位拉脱维亚人，在“八一九事件”中执行国家紧急状态委员会的指示，被拉脱维亚当局拘捕被判处八年徒刑（六年零两个月十二天后获释）。

## 生平
1935年，生于拉脱维亚陶格夫匹尔斯市。
1954年，在苏联军队服役。
1957年，任里加电机制造厂历任值班工长、工艺工程师、厂团委书记。
1959年，加入苏联共产党、任里加工学院团委书记。
1963年，毕业于里加工学院。
1980年，毕业于列宁高级党校。 
1962年，任拉脱维亚共青团中央书记、第二书记、第一书记。
1969年，任拉脱维亚共产党中央宣传鼓动部副部长、组织党务工作部副部长。
1976年，任拉脱维亚共产党里加市列宁格勒区区委第一书记。
1982年，任拉脱维亚共和国地方工业部部长。
1984年，任里加市执行委员会主席。
1990年，为苏共中央委员、苏共中央政治局委员、任拉脱维亚共产党中央第一书记。
1991年，“八一九事件”中执行苏联国家紧急状态委员会的指示，被拉脱维亚当局拘捕被判处八年徒刑。
1993年，被选举为拉脱维亚社会主义党的一书记。
1999年，任拉脱维亚社会主义党主席。
2009年，为欧洲议会议员。